# Justicia hygrobia
Justicia hygrobia är en akantusväxtart som beskrevs av Emery Clarence Leonard. Justicia hygrobia ingår i släktet Justicia och familjen akantusväxter. Inga underarter finns listade i Catalogue of Life.